# Paulina Jazvić
Paulina Jazvić (Zagreb, 1973.) umjetnica je i profesorica na Tekstilno-tehnološkom fakultetu u Zagrebu. Ona je vizualna umjetnica koja se izražava u više vizualnih medija koji uključuju modu, scenografiju i likovne umjetnosti. Kroz svoj umjetnički rad tematizira autobiografske elemente.

## Životopis
Diplomirala je na odsjeku Dizajna odjeće i tekstila na Tekstilno tehnološkom fakultetu u Zagrebu (1995.), diplomirala je grafiku u klasi prof. Miroslava Šuteja na Akademiji likovnih umjetnosti u Zagrebu (2001.). Od 1998. izlaže na skupnim, a od 2000. na samostalnim izložbama. Članica je Hrvatskog društva likovnih umjetnika, Zagreb. Od 1998. do danas izlagala je na samostalnim, ali i skupnim izložbama poput Salona mladih, Hrvatskom trijenalu grafike, Hrvatskom trijenalu crteža, Trijenalu hrvatskog kiparstva, Zagrebačkom salonu primijenjene umjetnosti i dizajna, Bijenalu crteža u Puli, La Bieennale Internazionale Donna, izložbama zbirke Dagmar Meneghello i sl. Dobitnica je više strukovnih nagrada i priznanja. Izlagala je na brojnim izložbama u zemlji i inozemstvu. Jedna je od autorica čiji rad je prikazan na izložbi Vidljive Muzeja suvremene umjetnosti u Zagrebu.

## Samostalne izložbe (odabir)
- 2022. Objekti konstruktivne dekonstrukcije (s Alemom Korkutom i Kristianom Kožulom), Galerija Kazamat, Osijek i Francuski paviljon, SC, Zagreb i Art bublle, Artumpunktura, Zagreb[3]

- 2020. Top dog / Under dog, suvremeni umjetnici u stalnom postavu MUO-a, MUO, Zagreb[4]

- This is not another party, Galerija 90-60-90 i Pogon Jedinstvo, Zagreb[5]

- 2018. Sweet dreams, MSU galerija, Muzej suvremene umjetnosti, Zagreb[6]

- 2017. I recommend Vodka, Court de Justice de l'Union européenne Galerie, Luksemburg
  - FIAAC - Pouly Fumé sur Loire, Francuska

- 2016. I recommend Vodka, Lauba, Zagreb i MSUi, Pula[7]

- 2015. Savršen život,Galerija Rigo, Novigrad i Galerija Svetog Krševana, Šibenik

- 2014. Bez naziva, Galerija Kranjčar, Zagreb, Galerija Scuola, Mljet, Galerija Karas, Zagreb

- 2011. You will meet a tall dark stranger, Medijateka Francuskog instituta, Zagreb[8]

- 2008. Galerija Karas, Zagreb

- 2007. Moderna galerija – Studio Josip Račić, Zagreb; Palmižana Art gallery

- 2005. Galerija 01, Zagreb

- 2004. Galerija CEKAO, Zagreb

- 2003. Galerija Galženica, Velika Gorica; Galerija Zilik, Karlovac; Galerija VN, Zagreb

- 2002. Močvara, Zagreb; Galerija VN, Zagreb

- 2001. Galerija Matice Hrvatske, Zagreb

- 2000. Galerija SC, Zagreb; Galerija Nova, Zagreb

## Nagrade i priznanja
- 2024. Nagrada TTF-a za umjetnička ostvarenja i promociju kulture od nacionalnog i međunarodnog zanačaja

- 2023. Priznanja na Bijenalu crteža u Puli[9]

- 2019. Nagrada TTF-a za umjetnički rad

- 2014. Nagrada na 29. međunarodnom likovnom natječaju Mandrać

- 2000. Rektorova nagrada ALU-a u Zagrebu

- 1999. Nagrada 2. hrvatskog trijenala crteža HAZU-a

- 1994. Grand Prix Golden Line – Opatija

- 1994. Smirnoff International Fashion Award (SIFA)

- 1994. Cristal Label – Nagrada TTF-a

## Vanjske poveznice
- https://www.maz.hr/2023/12/13/vidljive-the-visible-ones/